# ساراهات
ساراهات (به ارمنی: Սարահարթ) یک شهر در ارمنستان است که در استان لوری واقع شده‌است. ساراهات در  کیلومتری شمال وانادزور، مرکز استان لوری واقع شده است.

## خصوصیات
ساراهات  ۱٬۴۸۲ نفر جمعیت دارد و در ارتفاع  متر بالاتر از سطح دریا قرار گرفته است.